# くぁwせdrftgyふじこlp

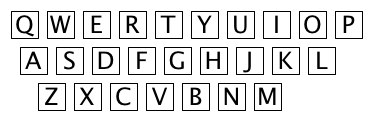
QWERTY 키보드. 상단과 중간 왼쪽에서 번갈아 누르면 くぁwせdrftgyふじこlp이 입력된다. (일본어 키보드)

くぁwせdrftgyふじこlp는 일본의 인터넷에서 유행한 말로, 말로 표현하기 어려운 상황에서 사용한다. 음독은 불가능하나, 중간에 있는 히라가나 세 글자를 따 후지코라고 읽는다.

## 개요
QWERTY 배열의 키보드에서 로마자 변환 모드(일본어 입력 시스템)로 한 후 문자열(qawsedrftgyhujikolp)을 입력하면 저렇게 뜬다. 2003년 5월 17일 2ch 뉴스특보판 게시판에서 キーボードの上から三段目と四段目を二本指で左からダーすると 보관됨 2007-01-08 - 웨이백 머신이라는 게시물에서 유래되었다.

## 사용
- 전차남의 원작 도서 외에 만화, 영화, 드라마 등에서 인용되었다.[1]
- 게임 테일즈 오브 베스페리아에서 등장인물 카롤이 인용한다.
- 애니메이션 내 여동생이 이렇게 귀여울 리가 없어OST의 34번째 곡의 이름으로 사용되었다.
- 일본의 만화 유루캠Δ의 등장인물인 시마 린(志摩りん)의 대사에서 등장하기도 했다.